# Pedicularis monbeigiana
Pedicularis monbeigiana är en snyltrotsväxtart som beskrevs av Bonati. Pedicularis monbeigiana ingår i släktet spiror, och familjen snyltrotsväxter. Inga underarter finns listade i Catalogue of Life.